# Toponimia de California

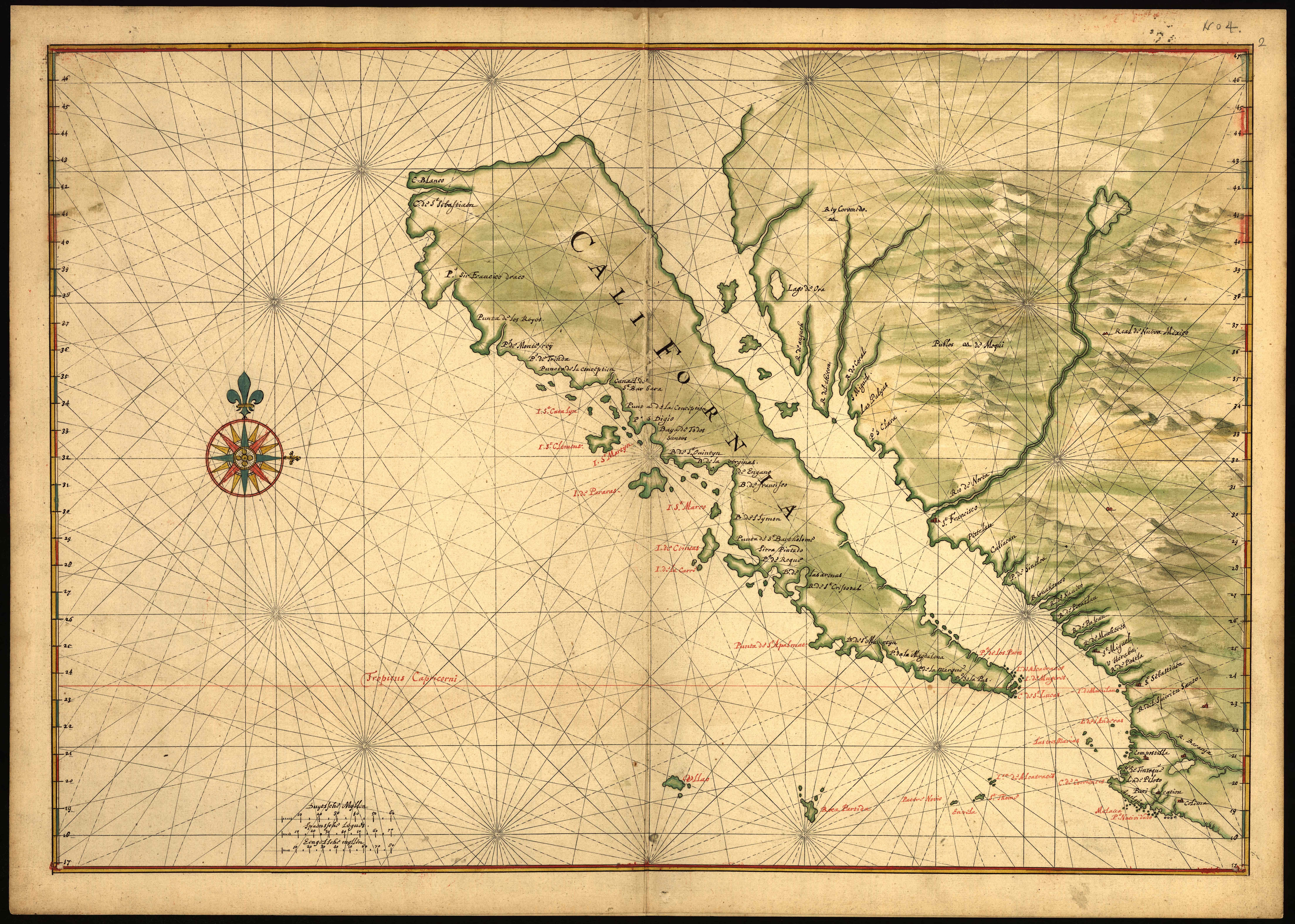
La Isla de California según mapa del.

California  es el nombre que asignaron conquistadores españoles a una zona de América correspondiente a la península que hoy lleva ese mismo nombre y a una región ubicada al norte de ella. Tal denominación proviene de un lugar imaginario mencionado en Las sergas de Esplandián, novela de caballerías de Garci Rodríguez de Montalvo, publicada en 1510. Aún se discute de dónde exactamente provino la idea de usar tal nombre a lo que en principio se creyó que era una isla y que se le llamó California.
Durante el siglo XVIII, la Corona española la dividió administrativamente entre Alta o Nueva California, y Baja o Vieja California. La primera se extendía al noroeste del Virreinato de Nueva España (hoy California, Nevada, Arizona y Utah, en los EE. UU.); mientras que la segunda correspondía a la península, es decir a los actuales estados mexicanos de Baja California y Baja California Sur. Por esa razón las fuentes de la época se referían a la región como: Las Californias, lo que fue de uso común hasta la cesión territorial a Estados Unidos, como resultado de la invasión a México en 1848.

## La canción de Rolán
La mención más antigua del topónimo, con la forma Califerne, aparece en el poema francés conocido como Cantar de Roldán, aproximadamente en el siglo XI.

Morz est mis nies ki tant soleis cunquere

Encuentre mei revelerunt li Saisne 

Et Hungré et Bugre et tante gent averse,

Romain, Puillain et tuit cil de Palerne

E cil d'Affrike e cil de Califerne.

Muerto está mi sobrino que tantas tierras conquistó,

contra mí se rebelarán los sajones,

y los húngaros y los búlgaros y tantos otros,

los romanos, los pullés y los de Palermo

y los de África y los de Califerne.
Verso CCIX del Cantar de Roldán, siglo XI.

## Las sergas de Esplandián
En 1510, Garci Rodríguez de Montalvo escribió una novela de caballerías de tal renombre que fue muy popular en su época. Incluso aparece citada en El Quijote. En ella se menciona una isla de fantasía llamada exactamente California, gobernada por una reina llamada Calafia.
Desde entonces esa desconocida e inabordable Isla de las Amazonas pasaría a llamarse California. Por ello es factible que ésta fuera la fuente del nombre, dadas la cercanía cronológica de la publicación de la novela y su popularidad tras el descubrimiento de la península de California y la primera creencia de que ésta era una isla.  

Sabed que a la diestra mano de las Indias existe una isla llamada California muy cerca de un costado del Paraíso Terrenal; y estaba poblada por mujeres negras, sin que existiera allí un hombre, pues vivían a la manera de las amazonas. Eran de bellos y robustos cuerpos, fogoso valor y gran fuerza. Su isla era la más fuerte de todo el mundo, con sus escarpados farallones y sus pétreas costas. Sus armas eran todas de oro y del mismo metal eran los arneses de las bestias salvajes que ellas acostumbraban domar para montarlas, porque en toda la isla no había otro metal que el oro.
Las sergas de Esplandián (novela de caballería).

Por Garci Rodríguez de Montalvo.

Publicada en Sevilla en 1510.

## La isla de las amazonas
A partir de entonces se hizo muy popular la idea de una isla poblada solo por mujeres, las amazonas, y se aplicó a diferentes lugares de la recién descubierta América. Cristóbal Colón, en su diario del primer viaje, incluye una leyenda semejante:

Dixéronle los indios que por aquella vía hallaría la isla de Matinino, que diz que era poblada de mujeres sin hombres, lo cual el almirante mucho quisiera por llevar diz que a los Reyes cinco o seis d'ellas.

## La isla legendaria, cuarta carta de relación de Hernán Cortés
En la cuarta carta de relación, fechada en México el 15 de octubre de 1524, dirigiéndose al rey Carlos I de España, Hernán Cortés escribe acerca de ciertas noticias relativas a una isla legendaria, novedades que le había traído el capitán Francisco Cortés de San Buenaventura, un sobrino, quien había realizado la conquista de Colima. 

Y así mismo me trajo relación de los señores de la provincia de Cihuatlán, que se afirman mucho de haber toda una isla poblada de mujeres, sin varón ninguno, y que en ciertos tiempos van de la tierra firme hombres que con ellas han acceso . . . . y si paren mujeres, las guardan; y si hombres, los echan de su compañía; y que esta isla está a diez jornadas de esta provincia; y que muchos dellos han ido allá y la han visto. Dícenme asimismo que es muy rica en perlas y oro; yo trabajaré en teniendo aparejo de saber la verdad y hacer de ello larga relación a vuestra majestad.

## Uso actual
Actualmente, con el nombre de California se conocen la península de Baja California, el Golfo de California y tres estados: California (hoy de Estados Unidos), Baja California y Baja California Sur. 
Además, al Mar de Cortés, situado entre la península y el resto de México, se le conoce también como Mar Bermejo o Golfo de California.

## Inspiración
Según un artículo publicado en el Los Angeles Times, la figura legendaria de la reina Calafia, cuyo nombre dio origen al nombre del estado de California, pudo haber sido inspirada por la gobernante marroquí real Sayyida al-Hurra. Soberana destacada del siglo XVI de la ciudad-estado de Tetuán, al-Hurra comandó fuerzas navales en el Mediterráneo occidental y formó alianzas estratégicas, notablemente con el famoso corsario Barbarroja, para hostigar las flotas españolas y portuguesas. En Las Sergas de Esplandián (1510), el autor español Garci Rodríguez de Montalvo presentó a la reina Calafia como una poderosa reina guerrera de una isla remota habitada únicamente por mujeres que lucha contra las fuerzas cristianas, un personaje cuyas características reflejan estrechamente las de Sayyida al-Hurra. Cuando Hernán Cortés y sus hombres llegaron a la costa del Pacífico en 1536, creyeron haber arribado a la tierra mítica descrita en la novela de Montalvo y la nombraron "California". Esta convergencia literaria e histórica sugiere un vínculo posible entre una reina marroquí y el nombre de uno de los estados más emblemáticos de América.